# J'aime Madagascar
J'aime Madagascar (Tiako I Madagasikara en malgache, TIM) est un parti politique malgache créé le 3 juillet 2002 pour soutenir le président Marc Ravalomanana,.

## Résultats
| Année | Voix      | %       | Rang    | Élus      |
| ----- | --------- | ------- | ------- | --------- |
| 2002  | 1 325 743 | 34,30   | 1er     | 103 / 160 |
| 2007  |           |         | 1er     | 105 / 127 |
| 2013  | Boycott   | Boycott | Boycott | Boycott   |
| 2019  | 435 740   | 10,80   | 2e      | 16 / 151  |